# Amyosoma zeuzerae
Amyosoma zeuzerae är en stekelart som beskrevs av Sievert Allen Rohwer 1919. Amyosoma zeuzerae ingår i släktet Amyosoma och familjen bracksteklar. Inga underarter finns listade i Catalogue of Life.